# Championnats d'Asie de karaté 1997
Navigation
Édition précédente Édition suivante
Les championnats d'Asie de karaté 1997 ont lieu à Macao, possession portugaise, en janvier 1997. Il s'agit de la troisième édition des championnats d'Asie de karaté.